# Osmar, a Primeira Fatia do Pão de Forma
Osmar, a Primeira Fatia do Pão de Forma foi uma série premiada de animação brasileira criada por Ale McHaddo, produzida pela 44 Toons e co-produzida pelo canal Gloob que estreou na emissora em 15 de novembro de 2013, na TV Cultura em 1 de novembro de 2014, na TV Brasil em 19 de fevereiro de 2018, e na Nickelodeon Brasil em 4 de dezembro de 2023.
O personagem-título, o Osmar, foi originalmente criado numa história publicada na revista 44 BicoLargo, editada por Ale McHaddo na ECA em 1993, sendo mais tarde adaptado para um jogo de computador no final dos anos 90, com o sucesso de Gustavinho e o Enigma da Esfinge. A primeira versão da série em desenho animado foi produzida em 2008 como um curta-metragem em animação tradicional que fora o episódio piloto da série, que também foi eleito melhor animação no MIP Junior KIDS JURY AWARD no Festival de Cannes em 2009, recebendo premiação diante do público de 11 a 14 anos.
Com o sucesso do curta logo deu início a série, que passou a ser animada em flash com uma nova aparência e que foi a primeira animação original do canal Gloob (que também exibiu a animação do mesmo estúdio, Nilba e os Desastronautas). Diante de sua audiência entre o público uma segunda temporada foi confirmada, além de um filme em 2015. No mercado internacional recebeu o título de "Osmar: The Heel of the Loaf". A segunda temporada estreou em 11 de maio de 2015.

## Sinopse
A série é ambientada na cidade de Trigueirópolis, que é habitada por alimentos do café da manhã. Osmar é uma fatia de pão de forma que é um eterno fracassado e otimista que tenta fazer de tudo para ser alguém importante, embora seja desprezado por todos. Ele mora num apartamento de favor com seu amigo Stevie, um pão baguete folgado e despreocupado. Além disso, é apaixonado pela sua bela vizinha Josie, uma bisnaga que nunca o nota sua existência e o ignora constantemente.
Osmar se sente rejeitado e sofre do complexo de baixa autoestima. Osmar não tem um trabalho fixo, vive de bicos e sempre é mal pago pelo seus serviços. Sempre otimista, ele acredita que vai ficar rico, famoso e será reconhecido pelos seus valores. No episódio piloto, que ganhou o prêmio MIP JR KIDS JURY AWARD em Cannes 2009, ele ganha um cupom e passa a ser atendido pelo Dr. Saint Croix, um psicólogo. Durante a consulta, ele se lembra de seu passado cheio de desilusão e, juntos, passarão a tentar superar estes problemas.

## Filme
Em 2021, foi lançado um filme contando como a fatia de pão chegou a cidade de Trigueirópolis e conheceu seu melhor amigo, Stevie. Tadeu Mello assumiu a voz de Osmar no filme, enquanto a maioria do elenco da série animada reprisou seus papéis.

## Personagens
- Osmar Whitebread[8] - O personagem principal. Uma fatia de pão de forma com as costas cascudas. Viveu a vida inteira como um fracassado otimista sempre tentando ser notado. Mora num apartamento com a companhia de seu amigo Stevie e é apaixonado pela sua vizinha Josie, sendo que ela não o respeita e o despreza sem saber da sua existência.

- Stevie Bagett - É o melhor amigo do Osmar com quem mora junto no seu apartamento de favor. É uma baguete. É um típico sujeito desempregado e aproveitador que vive às custas dos amigos. Também tem uma mentalidade bastante excêntrica sempre conseguindo se safar dos problemas ao contrário de seu amigo. É otimista e vive tentando levantar o alto astral de Osmar, apesar de muitas vezes chegar a ridicularizá-lo com ironia. Sempre fala argumentos sem sentido.

- Josie - A vizinha de Osmar por quem ele é apaixonado. Ela é uma bisnaga. Apesar de estar em constante contato com Osmar ela constantemente o ignora agindo como se não soubesse que Osmar existe. Algumas vezes Osmar chega a chamar sua atenção, mas no fim sempre se dá mal e é esquecido por ela. Ela já foi mostrada sendo muito exploradora, abusada e hipócrita, além de aparentar não ser muito inteligente.
- Lucy Liland - Outra amiga do Osmar. Ela é um pão de queijo. Assim como Stevie é uma das poucas pessoas que não o rejeitam e tenta levantar seu alto astral.

- Seu Maximiliano "Max" - O dono do apartamento em que Osmar mora. É muito rude e rabugento sempre dando sermões e multas no Osmar por qualquer coisa que ele faça de errado em seu apartamento. Ele constantemente fica errando o nome do Osmar, o chamando de Oscar, Osvaldo, entre outros nomes parecidos. Algumas vezes Osmar consegue enganá-lo para conseguir passar pela suas ordens. É um muffin careca.
- Bob - É o irmão mais novo de Max e um amigo do Osmar. Ele é tímido e tem medo de seu irmão, além de ser muito inteligente. Ele é um cupcake rosado.

- Seu Benny - O chefe do Osmar. É um empresário executivo muito rico que gerencia em vários empregos. Ele é corrupto, hipócrita e avarento. Muitas vezes ele se aproveita da boa vontade de Osmar o metendo em mais problemas. Embora sendo um mau sujeito ele nunca foi punido pelas ações que fez, ao contrário de Osmar que sempre se dá mal. É uma fatia de queijo.

## Episódios

### 1ª temporada
| # (série) | # (temp.) | Título                      |
| --------- | --------- | --------------------------- |
| 01        | 01        | De Volta À Escola           |
| 02        | 02        | À Moda Da Casca             |
| 03        | 03        | Eu Tô Na Sua Cola           |
| 04        | 04        | Um Corpo Que Cai            |
| 05        | 05        | Quando Você Diz Sim         |
| 06        | 06        | Creche do Osmar             |
| 07        | 07        | I Love Lucy                 |
| 08        | 08        | Mamãe é Demais              |
| 09        | 09        | Um dia nas Corridas         |
| 10        | 10        | O Mala do Rock              |
| 11        | 11        | Nós Vamos Invadir Sua Praia |
| 12        | 12        | Casca de Um, Miolo de Outro |
| 13        | 13        | Facebake                    |
| 14        | 14        | Pão Dormido                 |
| 15        | 15        | Eu tô na sua cola!          |
| 16        | 16        | Uma Pequena Fortuna         |
| 17        | 17        | Quebrando Gelo              |
| 18        | 18        | O Grande Fura-bolos         |
| 19        | 19        | Casca de um, miolo do outro |
| 20        | 20        | O Incrível Homem Torrada    |
| 21        | 21        | Entregas em Domicílio       |
| 22        | 22        | Tá Faltando Alguma Coisa    |
| 23        | 23        | Tudo pelo Pãoder            |
| 24        | 24        | Bem Vindo Senhor K          |
| 25        | 25        | Consulta Grátis             |
| 26        | 26        | Assados e Perdidos          |

## Dubladores
- Marcius Melhem como Osmar (1ª voz)
- Tadeu Mello como Osmar (2ª voz)
- Leandro Hassum como Stevie
- Rosa Barcellos como Lucy
- Carlos Falat como Bob
- Arianne Brogini como Josie
- Fernando Alves Pinto como Dr. Pierre Croix Saint
- Monique Alfradique como Josie (2ª voz)
- Anitta como Pãonitta[9]
- Anderson Silva como Provolonderson[10]
- Rogério Morgado
- Elisa Villon
- Alex Minei
- Raul Schlosser